# Плавання на відкритій воді на Чемпіонаті світу з водних видів спорту 2017 — 10 км (жінки)
Змагання з плавання на відкритій воді на дистанції 10 кілометрів серед жінок на Чемпіонаті світу з водних видів спорту 2017 відбудуться 16 липня.

## Результати
| Місце | Плавчиня                 | Країна          | Час       |
| ----- | ------------------------ | --------------- | --------- |
| 1     | Орелі Мюллер             | Франція         | 2:00:13.7 |
| 2     | Саманта Аревало Салінас  | Еквадор         | 2:00:17.0 |
| 3     | Аріанна Бріді            | Італія          | 2:00:17.2 |
| 3     | Ана Марсела Кунья        | Бразилія        | 2:00:17.2 |
| 5     | Ракеле Бруні             | Італія          | 2:00:21.4 |
| 6     | Гейлі Андерсон           | США             | 2:00:25.9 |
| 7     | Фіннія Вунрам            | Німеччина       | 2:00:26.1 |
| 8     | Анна Олаш                | Угорщина        | 2:00:28.4 |
| 9     | Челсі Губецка            | Австралія       | 2:00:30.0 |
| 10    | Ешлі Твічелл             | США             | 2:00:41.3 |
| 11    | Деніелл Гаскіссон        | Велика Британія | 2:01:06.1 |
| 12    | Янь Сиюй                 | Китай           | 2:01:06.1 |
| 12    | Вівіане Жунгблут         | Бразилія        | 2:01:06.1 |
| 14    | Ангела Маурер            | Німеччина       | 2:01:53.3 |
| 15    | Анастасія Крапівіна      | Росія           | 2:01:55.2 |
| 16    | Шарон ван Раувендал      | Нідерланди      | 2:01:55.5 |
| 17    | Сінь Сінь                | Китай           | 2:01:59.8 |
| 18    | Паула Руїс               | Іспанія         | 2:02:07.0 |
| 19    | Каріна Лі                | Австралія       | 2:02:08.1 |
| 20    | Юкімі Моріяма            | Японія          | 2:02:13.3 |
| 21    | Сесілія Б'ягьйолі        | Аргентина       | 2:02:23.6 |
| 22    | Осеан Кассіньйоль        | Франція         | 2:03:01.0 |
| 23    | Юмі Кіда                 | Японія          | 2:03:06.6 |
| 24    | Шпела Перше              | Словенія        | 2:04:12.7 |
| 25    | Еліс Деерінг             | Велика Британія | 2:04:24.4 |
| 26    | Калліопа Араузу          | Греція          | 2:04:25.7 |
| 27    | Онон Шоменек             | Угорщина        | 2:04:41.2 |
| 28    | Стефані Хорнер           | Канада          | 2:04:48.1 |
| 29    | Наталі Кальдас           | Еквадор         | 2:04:50.1 |
| 30    | Марія де Вальдес         | Іспанія         | 2:04:54.4 |
| 31    | Юстина Бурська           | Польща          | 2:07:13.6 |
| 32    | Джейд Дюзаблон           | Канада          | 2:07:16.8 |
| 33    | Дарія Кулик              | Росія           | 2:07:18.0 |
| 34    | Хулія Аріно              | Аргентина       | 2:07:20.0 |
| 35    | Анжеліка Марія           | Португалія      | 2:07:20.4 |
| 36    | Алена Бенешова           | Чехія           | 2:07:58.5 |
| 37    | Ленка Штербова           | Чехія           | 2:08:32.9 |
| 38    | Марта Агілар             | Мексика         | 2:08:35.2 |
| 39    | Суад Черуаті             | Алжир           | 2:08:38.1 |
| 40    | Шарлотт Веббі            | Нова Зеландія   | 2:08:41.4 |
| 41    | Ванія Невіш              | Португалія      | 2:09:39.0 |
| 42    | Марія Брамонт-Аріас      | Перу            | 2:09:39.6 |
| 43    | Робін Кінггорн           | ПАР             | 2:11:25.8 |
| 44    | Ксенія Романчук          | Казахстан       | 2:11:34.4 |
| 45    | Дорис Берош              | Хорватія        | 2:11:54.4 |
| 46    | Махіна Вальдівія         | Чилі            | 2:11:55.1 |
| 47    | Реем Кассем              | Єгипет          | 2:11:57.4 |
| 48    | Христина Панчішко        | Україна         | 2:12:12.5 |
| 49    | Рутселі Апонте           | Венесуела       | 2:14:39.5 |
| 50    | Саша-Лі Норденген-Корріс | ПАР             | 2:14:43.4 |
| 51    | Єлена Єчанскі            | Сербія          | 2:16:10.6 |
| 52    | Марина Кирик             | Україна         | 2:17:02.2 |
| 53    | Марта Сандоваль          | Мексика         | 2:17:48.2 |
| 54    | Фатіма Флорес            | Сальвадор       | 2:18:47.9 |
| 55    | Лок Хой Ман              | Гонконг         | 2:19:19.3 |
| 56    | Кароліна Балажикова      | Словаччина      | 2:26:37.8 |
| 57    | Nip Tsz Yin              | Гонконг         | 2:26:49.9 |
| 58    | Нікітха Сетру            | Індія           | 2:28:14.6 |
| 59    | Сінді Тоскано            | Гватемала       | 2:28:21.8 |
| —     | Мерле Ліїванд            | Естонія         | OTL       |
| —     | Ракель Дюран             | Коста-Рика      | OTL       |
| —     | Дана Халед               | Єгипет          | DNF       |